# Disney's LuminAria
Disney's LuminAria era un show de fuegos artificiales de bajo nivel que se exhibía en Disney's California Adventure en Disneyland Resort en Anaheim, California. El show fue presentado brevemente, dado que duró únicamente un invierno. Fue diseñado similar llumiNations: Reflections of Earth en Epcot enfocando a la audiencia en Paradise Bay donde fuentes de agua exhibían varios patrones cambiantes y fuegos artificiales lanzados al ritmo de la música. El final mostraba varias postales navideñas dibujadas por los niños y un gran árbol de Navidad además de luces en California Screamin' y Sun Wheel. Durante el día los visitantes más jóvenes del parque podían dibujar una postal navideña, en un puesto colocado especialmente en Golden State. Dos horas antes del show, todos los dibujos eran escaneados y se exhibían durante el espectáculo en pantallas gigantes. 

## Show
El show comienza con una mujer hablando por los altavoces, cuando finalizan sus palabras un fuego artificial es lanzado. Luego un coro de voces comienza a repetir "Shine.. Shine" (Brilla.. Brilla). El primer tema musical comienza en ese momento.
A continuación se listan los temas que son presentados durante el espectáculo.
- Shine
- Sleigh Ride
- White Christmas
- Dance of the Sugar Plum Fairies
- My Favorite Things
- Wish You A Merry Christmas
- LuminAria
- Shine (Reprise)
- The Tree Arrives
- Final

Durante la parte central del espectáculo, tres pantallas gigantes se elevan de Paradise Bay y muestran a los visitantes los dibujos realizados por los niños durante el día.
Al final, durante "Tree Arrives" un árbol de Navidad gigante se enciende bajo las luces de los fuegos artificiales. Luego de esto la mujer vuelve a hablar:

"Share your light, share it with the world!  (¡Comparte tu luz, compartela con el mundo!)

Y una gran cantidad de luces es lanzada y el show da por terminado cuando las luces de Paradise Pier vuelven a encenderse.

## Futuro
En enero de 2002 LuminAria fue retirado de escena y Paradise Pier no volvió a exhibir un show desde entonces. El espectáculo recibió una gran cantidad de críticas por parte de los visitantes. Fue considerado como "barato" y demasiado sencillo aunque bien musicalizado. Además el hecho de que las atracciones de Paradise Pier tuvieran que ser cerradas horas antes del show, perjudicó la opininión dado que Disney's California Adventure ya era muy criticado por su falta de atracciones y Paradise Pier es, de cierta forma una de las áreas más importantes. En 2009 comenzaron las refacciones de la mayoría del parque siguiendo a la inversión de Disney de 1100 millones de dólares para elevarlo al nivel de otros Disney Parks. En esta refacción varias atracciones fueron modificadas en Paradise Pier y se incluyó un nuevo espectáculo: Disney's World of Color. Este nuevo show presentaría una gran cantidad de aguas danzantes, láseres y proyecciones gigantescas y se espera que supere al resto de los espectáculos de Disney en su tipo como Fantasmic! e IllumiNations. World of Color fue estrenado en junio de 2010, con críticas muy positivas por parte de la audiencia.

## Hechos
- Grand opening: 9 de noviembre de 2001
- Show closing: 6 de enero de 2002
- Designer: Disneyland Entertainment
- Show length: 10:00